# 睿元书院
睿元书院，位于中国广东省湛江市雷州市西湖公园内，为湛江市雷州市的一个市级文物保护单位，类型为古建筑，公布时间为1983年6月21日。
睿元书院的历史年代为宋—清。